# Mláto

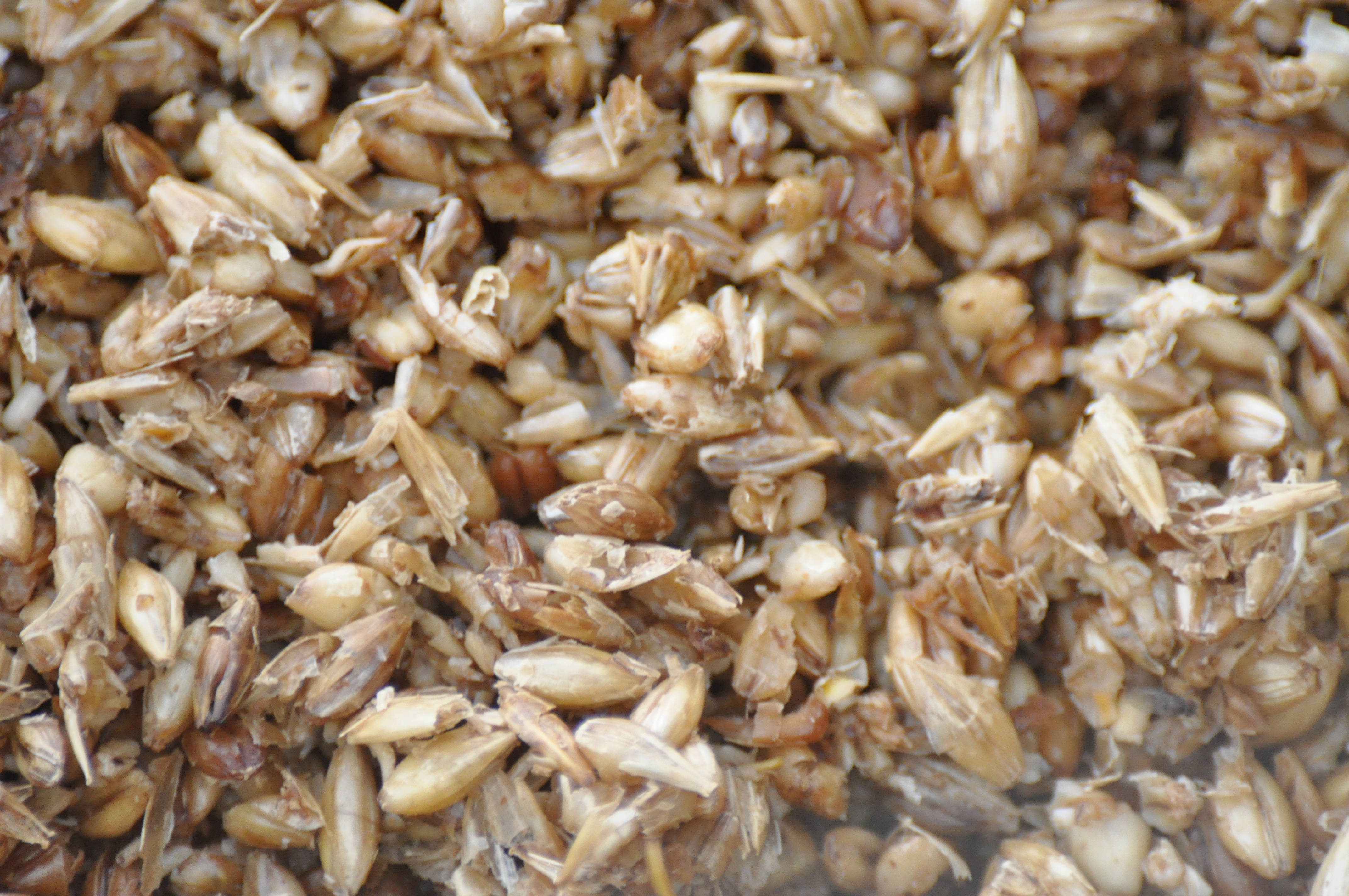
Pivovarské mláto

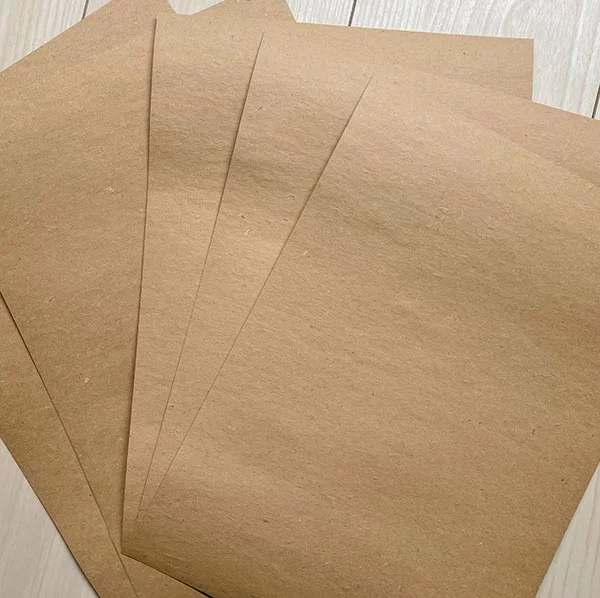
Papír vyrobený z pivovarského mláta

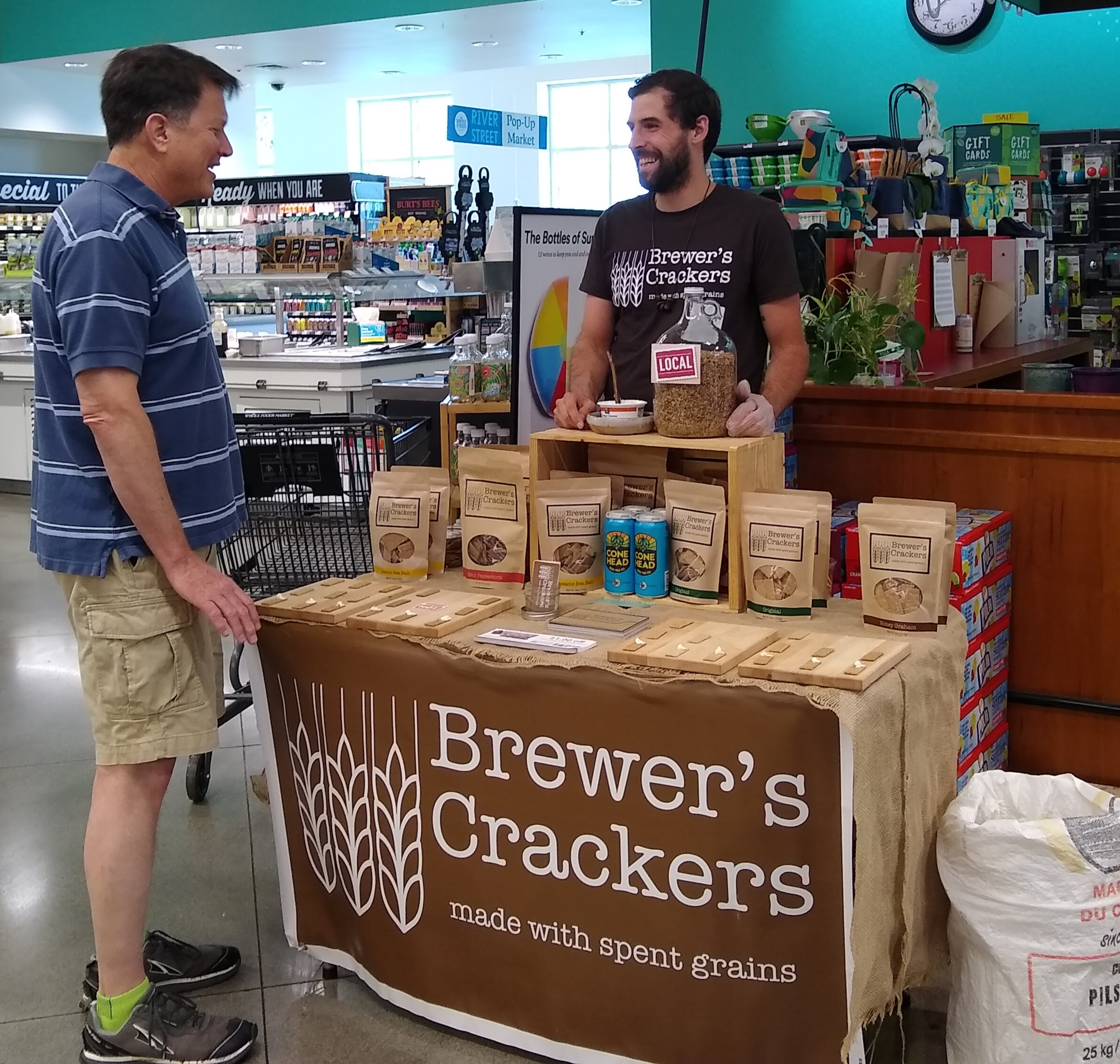
Sušenky vyrobené z mláta

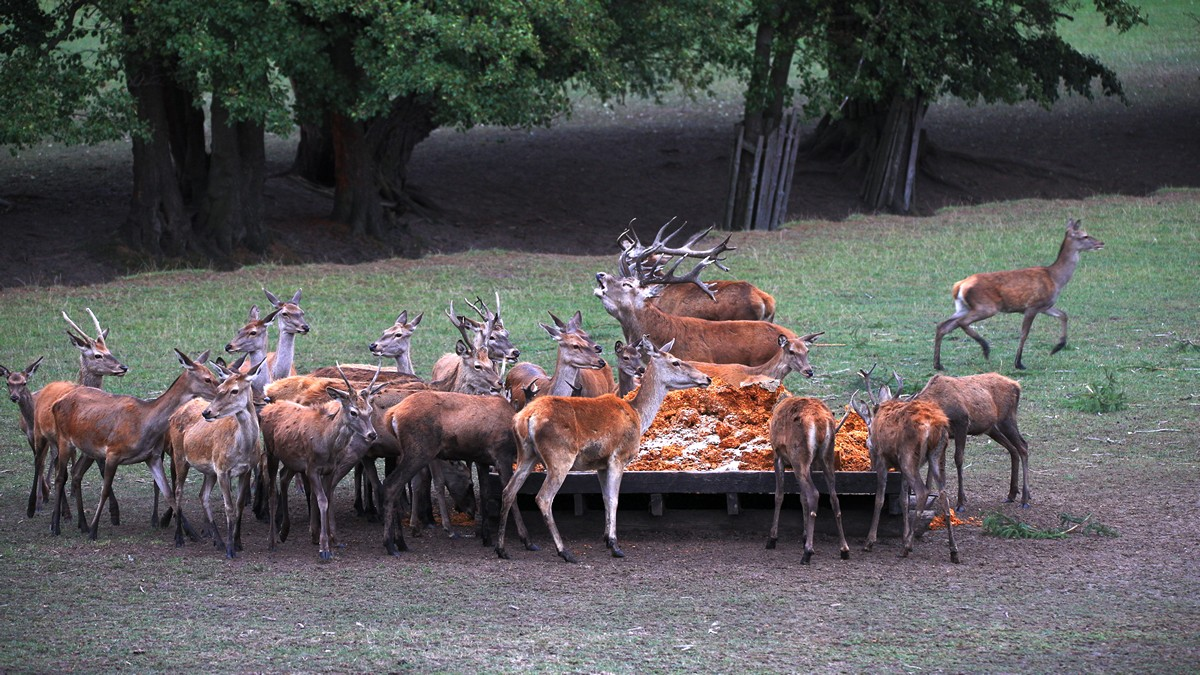
Pivovarské mláto jako krmení pro jeleny (Německo)

Mláto jsou tuhé zbytky po filtraci sladiny při výrobě piva, vykvašení vína nebo destilaci etanolu. Mlátem se nazývají také zbytky po zpracování kukuřice.

## Mláto pivovarské
Při tzv. scezování (filtrování) je třeba oddělit roztok extraktu, tj. sladinu (polotovar pro další krok v postupu výroby piva) od pevného podílu, tj. od mláta. Mláto obsahuje pluchy a jejich úlomky, vysrážený bílkovinný kal a další suspendované látky.

### Získávání
Při zahájení scezování se sladina napustí do filtrační kádě, mláto (v podstatě kal) se zhruba po 30 minutách usadí rovnoměrně po dně v tloušťce 30 až 40 cm. Má příznivou pórovitost a následně působí jako filtr. Filtruje se ve dvou etapách:
- Stahování předku – pomalu se přes mláto přefiltruje obsah kádě, kalná část se vrací zpět a filtrace se opakuje, až vytéká z kátě tekutina bez kalů.
- Vyluhování mláta – do kádě se napustí tzv. vyslazovací voda teplá přibližně 75 °C, která se přes mláto filtruje a vymývá z něho zadržený extrakt; proces se několikrát opakuje.

Nakonec se mláto z kádě odstraní, případně i vysuší. Při uvaření 100 litrů piva vznikne asi 20 kg mláta.

### Využití
Pivovarské mláto je hodnotné krmivo pro domácí zvířata, a to jak v čerstvém, tak v sušeném stavu. Podporuje zdravý růst prasnic i tvorbu mléka u dojnic. Je možné ho konzervovat krátkodobě či dlouhodobě. Krátkodobá konzervace je vhodná k uchování na jeden až tři týdny. Dlouhodobá konzervace se provádí silážováním do jam nebo do vaků. Silážované pivovarské mláto je vhodným krmivem v zimním období.
Do krmných dávek pro přežvýkavce, prasata, ovce a drůbež je pivovarské mláto zařazováno jako zdroj vysoce využitelného proteinu.
Výživné hodnoty jsou nejlépe uchovávány, pokud se mláto usuší.
Oproti obilním šrotům má mláto zúžený proteino-glycidový poměr, a proto je v krmné dávce především zdrojem dusíkatých látek – bílkovin, méně pak zdrojem energie; snížen je obsah fosforu a draslíku. Proto se pivovarské mláto zařazuje do takových krmných dávek, kde je dostatek energetických složek (kukuřice, obilovin aj.) a potřeba minerálních látek je kryta vhodným doplňkem, premixem (tzn. směsí doplňkových látek).
Předpokládá se také možnost část mláta spalovat současně s biomasou.

## Mláto lihovarnické
Lihovarnické mláto nazývané také výpalky jsou zbytky po výrobě etanolu v palírnách. Používají se také ke zkrmování. Jsou různě hodnotné, a to podle druhu výchozí suroviny (brambory, cukrová řepa, obiloviny). Při rozšíření výroby bioetanolu do pohonných hmot (výpalků budou veliká množství) jsou výpalky podle zákona č. 185/2001 Sb. odpadem a zákon č. 334/1992 Sb. zakazuje používat je k hnojení nebo ukládat do půdy. Předpokládá se, že výpalky se budou sušit, peletovat a takto prodávat jako krmivo nebo se budou mokré spalovat.

## Mláto vinařské
Matoliny jsou pevné zbytkové produkty po vylisování hrozna či jiného ovoce – třapiny, stopky či slupky.

## Mláto kukuřičné
Kukuřičné mláto jsou pevné zbytky z výroby kukuřičného škrobu (hrubá a jemná vláknina, gluten, výlisky z klíčků). Po usušení se používá jako substrát při výrobě antibiotik nebo se zkrmuje. Začíná se také používat jako palivo ve formě briket nebo přímo ve spalovnách.